# Idrætsfesten i Køge 9. Juli 1922
|  | Denne artikel er oprettet af botten Steenthbot ud fra en ekstern database. Den kan derfor have sproglige fejl eller mangler. Denne skabelon kan fjernes efter kontrol af indholdet. |

Idrætsfesten i Køge 9. Juli 1922 er en dansk dokumentarisk optagelse fra 1922.

## Handling
Optagelser fra to forskellige begivenheder i Køge by. 1) Idrætsfesten 9. juli 1922: Borgmester Koefoeds velkomsttale. Fodboldkampen mellem Nykøbing F. og Køge. Hurtigløb og spydkast. Tilskuerne, som meget gerne vil filmes. 2) Rundskuedagen (formentlig 1917): Køge Skibsværft, Køge Skraa - Tobaksfabrikken F.C. Clemmensens Eftf., Chrome & Goldschmidt, C.F.N. Aarsø - urmager og guldsmed, Tobakshuset, foran folkebiblioteket, musik på torvet og folk, der stimler sammen.